# Gelsenkirchen Hauptbahnhof
Gelsenkirchen Hauptbahnhof ist ein Fern-, Regional- und S-Bahnhof der Deutschen Bahn.
Die Strecken aus Oberhausen und Essen verlaufen ab hier gemeinsam bis Wanne-Eickel Hauptbahnhof und verzweigen sich dort nach Münster oder in Richtung Dortmund. Der Gelsenkirchener Hauptbahnhof ist an zehn Bahnstrecken angebunden, davon sechs mit Personenverkehr. Im Betriebsstellenverzeichnis hat er das Kürzel EG. Die Anschrift ist Bahnhofsvorplatz 10, 45879 Gelsenkirchen.
Mehr als 35.000 Menschen halten sich täglich im Hauptbahnhof der Stadt Gelsenkirchen auf – gut die Hälfte davon sind Fahrgäste der Deutschen Bahn. Dies kann nur schwer abgegrenzt werden, da die Station an einer Fußgängerzone liegt und hier Verknüpfung zum Nahverkehr in Gelsenkirchen besteht. Der Fahrplan umfasst 402 Personenzüge fast aller Gattungen. Die Bahnsteige sind an der westlichen Hälfte überdacht. Die Gleise 4/5 und 6/7 verfügen zudem über Fahrtreppen und seit dem Frühjahr 2006 sind sämtliche Bahnsteige mit Aufzügen erreichbar, die Station ist somit barrierefrei.
Zwischen Mai 2005 und Juni 2006 wurde der Bahnhof komplett umgestaltet und erhielt so ein neues Aussehen. Er wird mit mehreren Kameras videoüberwacht, außerdem ist er Station der Deutschen Fußballroute NRW. Die zugehörige Tafel am Nordausgang ist verschollen. Am Südzugang wird an die Deportation jüdischer Jugendlicher erinnert.

## Geschichte

### Von 1847 bis 2005

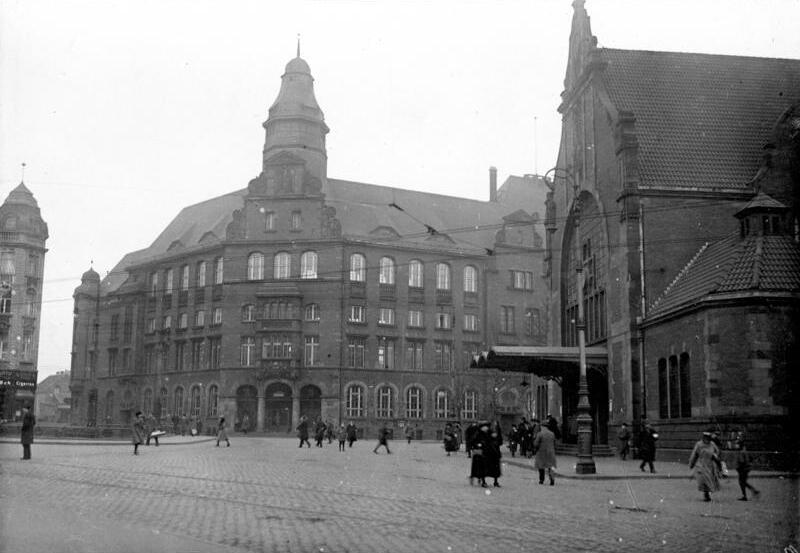
Hauptbahnhof und Postamt, heute Verwaltungsgericht, im Jahre 1924

Die Haltestelle Gelsenkirchen wurde 1847 zusammen mit der Cöln-Mindener Eisenbahn eröffnet.

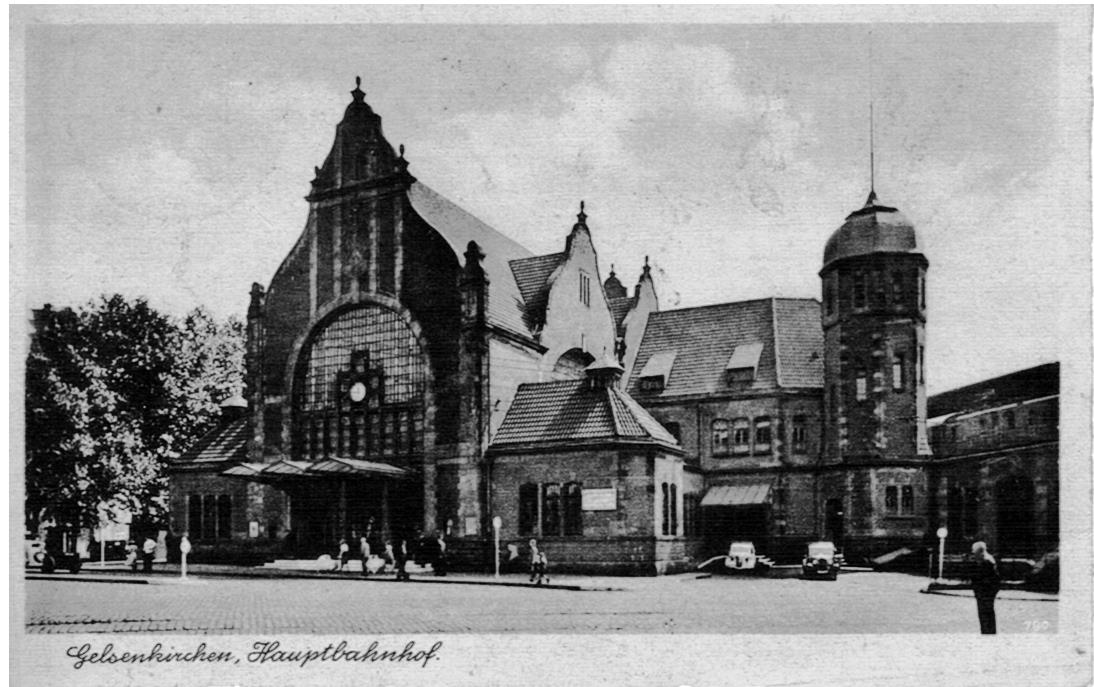
Gelsenkirchen Hauptbahnhof vor 1938

Der Hauptbahnhof wurde seither zwei Mal grundlegend neu gebaut. Erstmals geschah dies 1904, weil die Kapazitäten des alten Bahnhofes nicht mehr ausreichten. Es war „ein majestätischer Bau im Kathedral-Stil mit prachtvollem Portal, passend zum neuem Status der Großstadt. Er galt damals als einer der schönsten Bahnhöfe in ganz Deutschland.“ Er ist seitdem ein Hauptbahnhof. Im Zuge dieser Baumaßnahme wurden die bis dato ebenerdig liegenden Gleise angehoben, damit der zunehmende Straßenverkehr von Gelsenkirchen nach Bochum ungehindert den Hauptbahnhof passieren konnte.
Der zweite Neubau wurde von 1982 bis 1983 durchgeführt. Dieser war und ist auch heute noch immer stark umstritten. Ein beim Abriss des Bahnhofsgebäudes von 1904 sichergestelltes Bauteil sowie eine Darstellung seines Umrisses wurde allerdings am Südausgang eingebaut. Das Fenster mit Gelsenkirchener Wirtschaftszweigen fand an der Fassade eines Geschäftshauses am südlichen Ende der Fußgängerzone Bahnhofstraße Verwendung. Während des zweiten Neubaus wurde auch das Bahnhofscenter errichtet, welches heute einheitliche Öffnungszeiten (von 8 bis 20 Uhr) bietet (Gastronomie ausgenommen).

### Der Hauptbahnhof Gelsenkirchen heute
In Vorbereitung auf die Fußball-Weltmeisterschaft 2006 wurde der Hauptbahnhof umgebaut. Der Bahnhof hat dadurch ein vollkommen neues Gesicht erhalten. Für das Vorhaben wurden etwa 15 Millionen Euro investiert. Dazu wurden unter anderem folgende Baumaßnahmen durchgeführt:
- barrierefreie Sanierung der Bahnsteige (mit Blindenleitsystem)
- Erweiterung des Bahnsteigs 1 für eine Klimaanlage
- Umgestaltung der Passage
  - Reisezentrum unter der Verteilerebene
  - Taxistand nah am Bahnhof
  - Aufzüge zu den Bahnsteigen; hier befindet sich zudem ein taktiler Lageplan[8]
  - Ladenlokale für Einzelhandel und Gastronomie
- Umbau des U-Bahnhofes; Absenken der noch nicht angepassten Abschnitte der Bahnsteige, um den Stadionverkehr (Gelsenkirchen Hbf–Veltins-Arena) mit einer Doppeltraktion durchführen zu können.

Die offizielle Eröffnung fand am 8. Juni 2006 statt.
Anlässlich der Fußball-Europameisterschaft 2024 fanden verschiedene Sanierungsarbeiten am Hauptbahnhof statt. Das Fahrgastinformationssystem wurde an mehreren Stellen um neue Zuganzeiger ergänzt, ferner einzelne Bereiche mit einem Speziallack gegen das Wildpinkeln versehen.
Im Mai/Juni 2019 wurden von DB Station&Service in Zusammenarbeit mit der Ruhrkohle AG und dem Stadtarchiv verschiedene historische Aufnahmen lokaler Bergwerke sowie Text und QR-Code des Steigerliedes als Erinnerung an den Bergbau im Bereich des Reisezentrums angebracht. Hinzu kommt ein Originaltrikot aus dem Abschiedsspiel gegen Bayer Leverkusen, das sich an der gegenüberliegenden Fassade befindet. Das von der Bahn ersteigerte Kleidungsstück wurde im Spiel von Benjamin Stambouli getragen und nennt die Zeche Graf Bismarck.

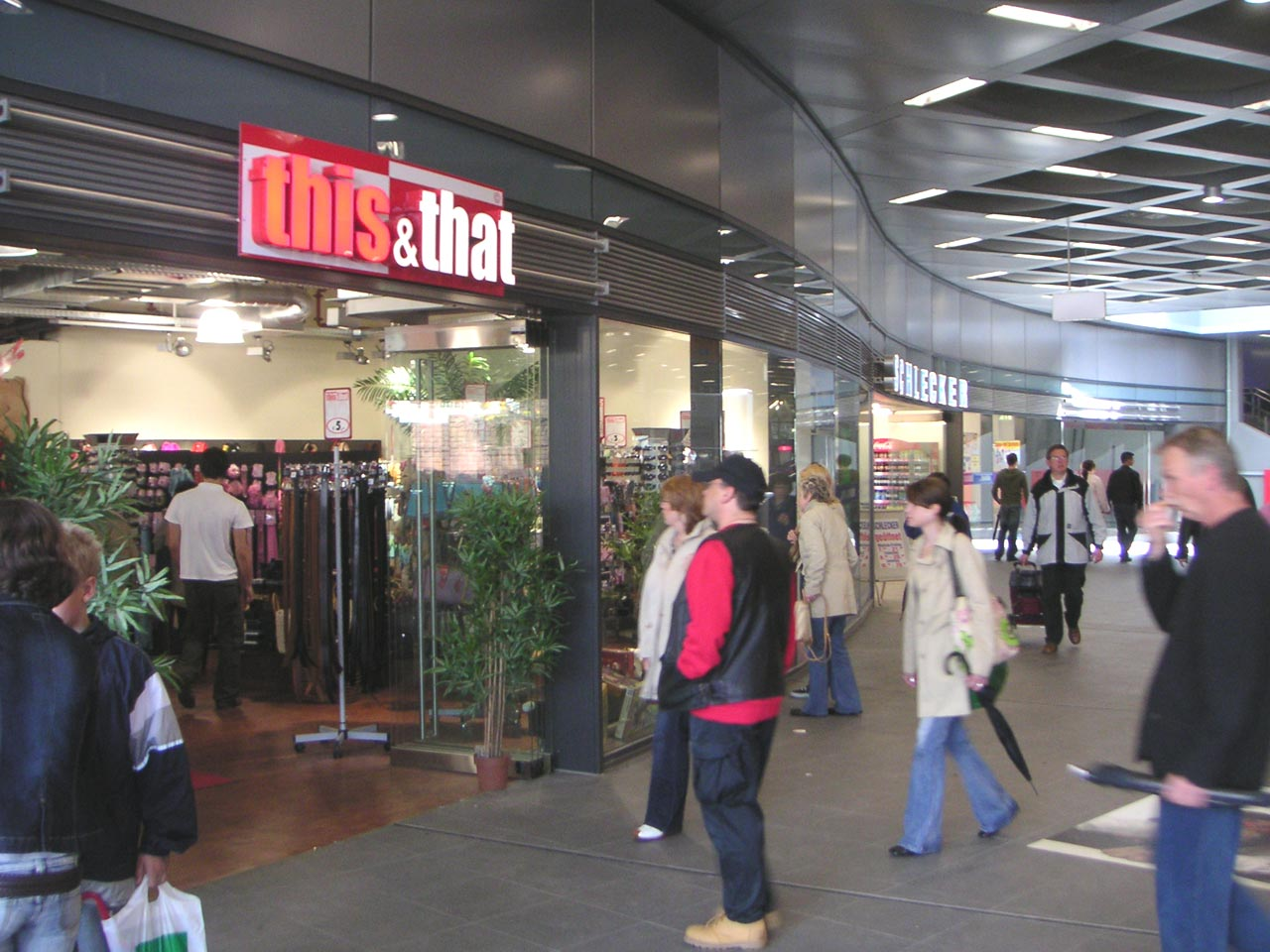
Einzelhandel im Hauptbahnhof
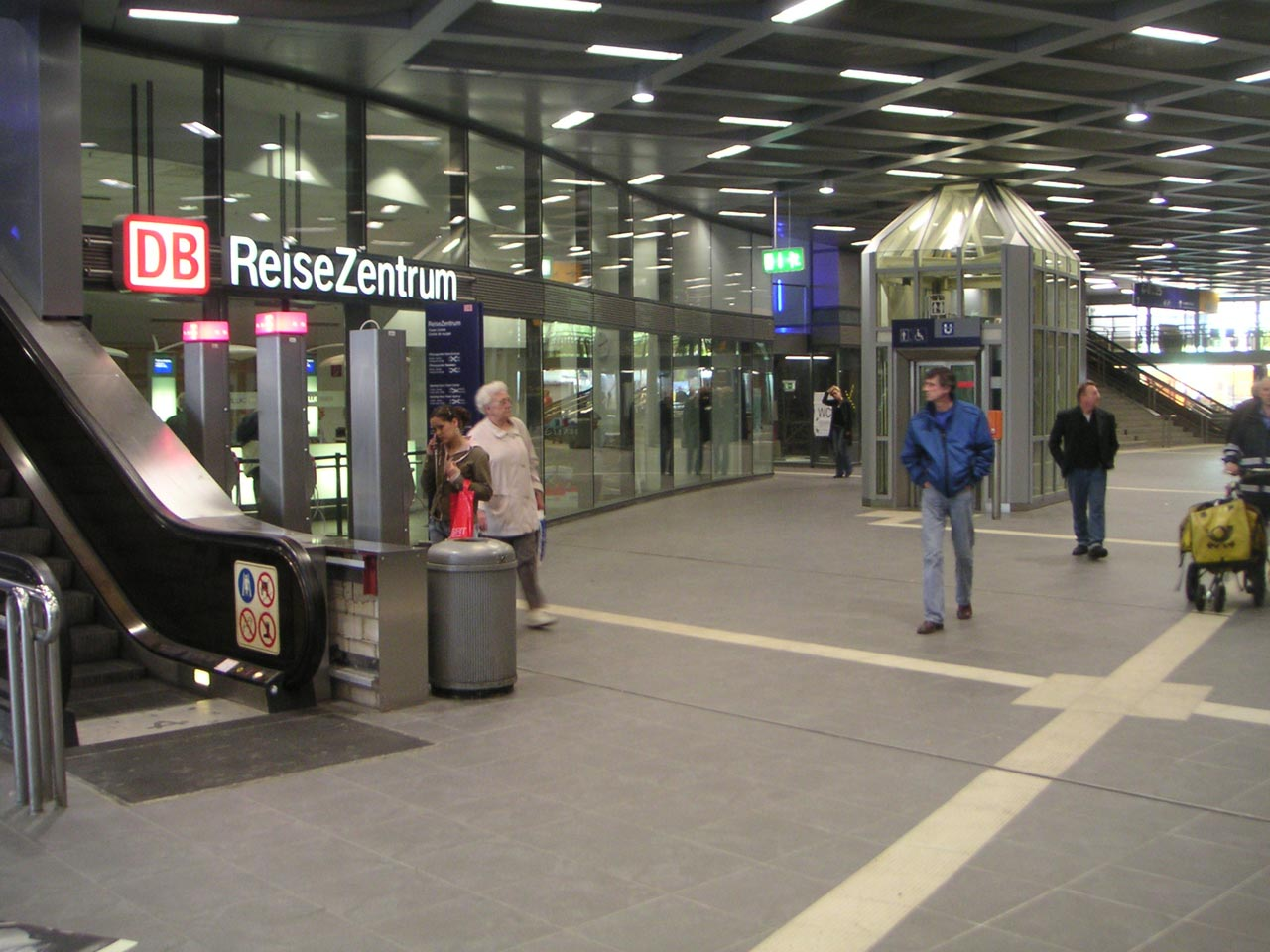
ReiseZentrum im Hauptbahnhof (Buchstabe „Z“ wurde mittlerweile ausgetauscht)
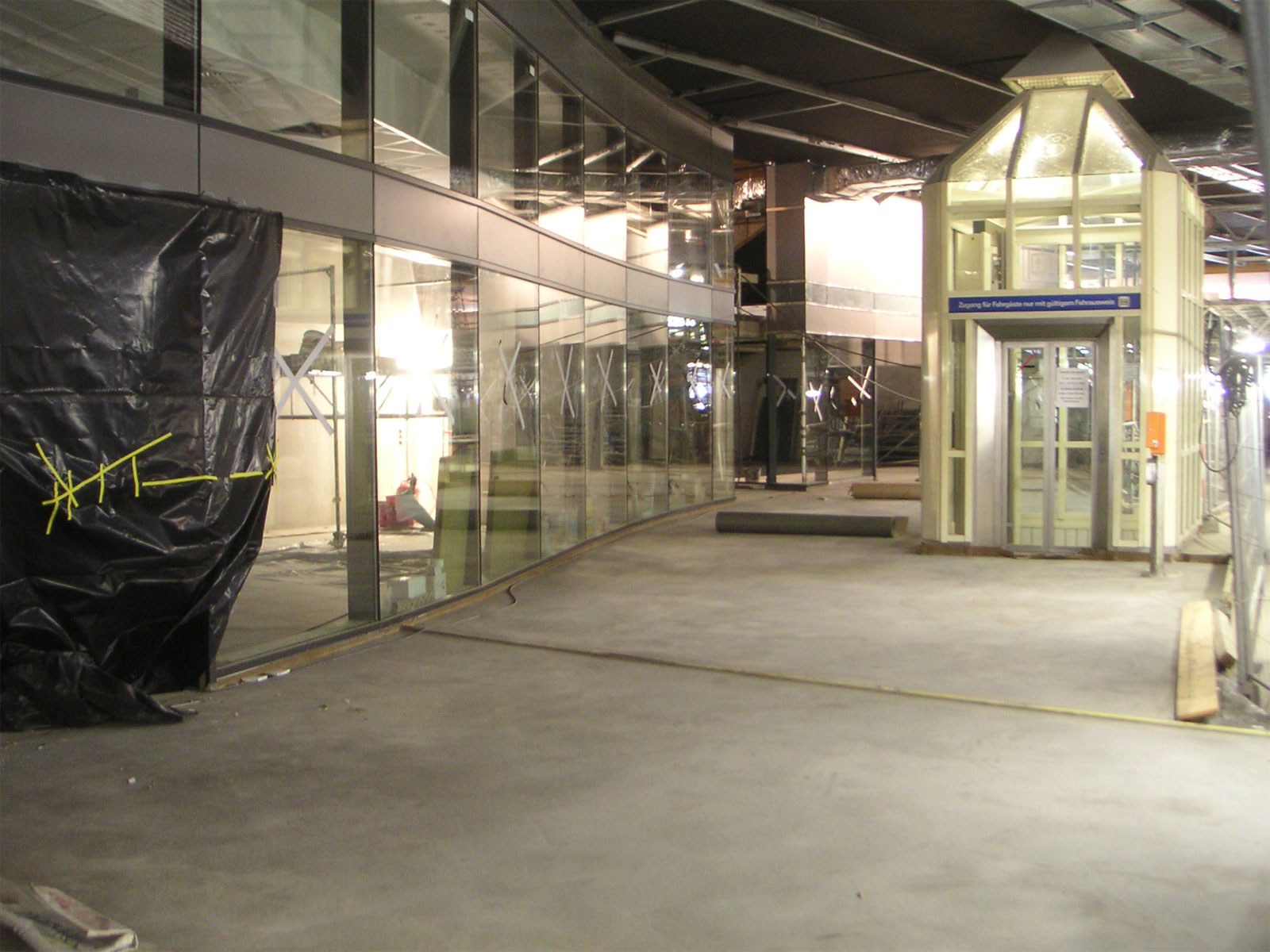
ReiseZentrum während des Umbaus
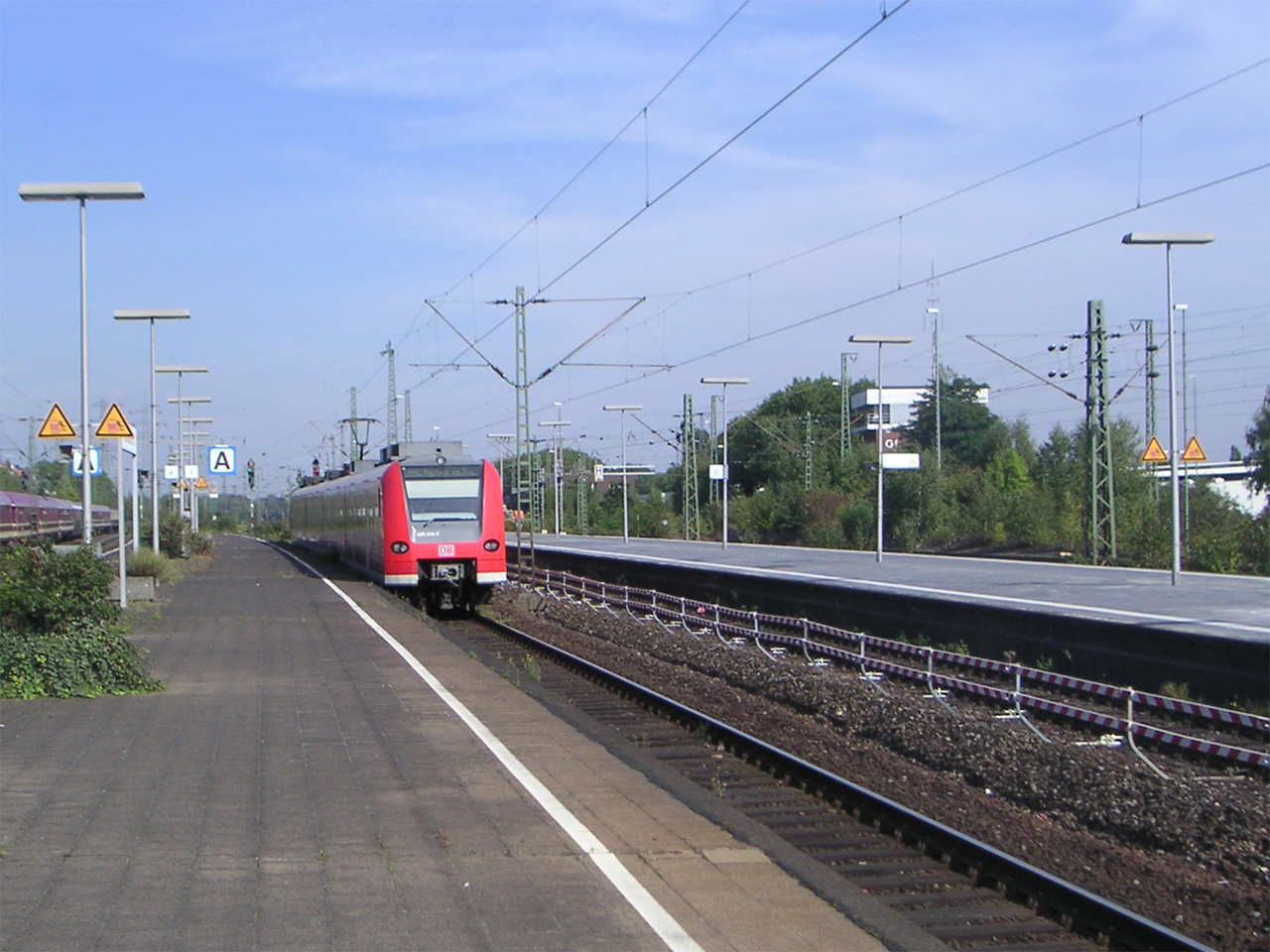
Bahnsteige während des Umbaus (Blick nach Osten)
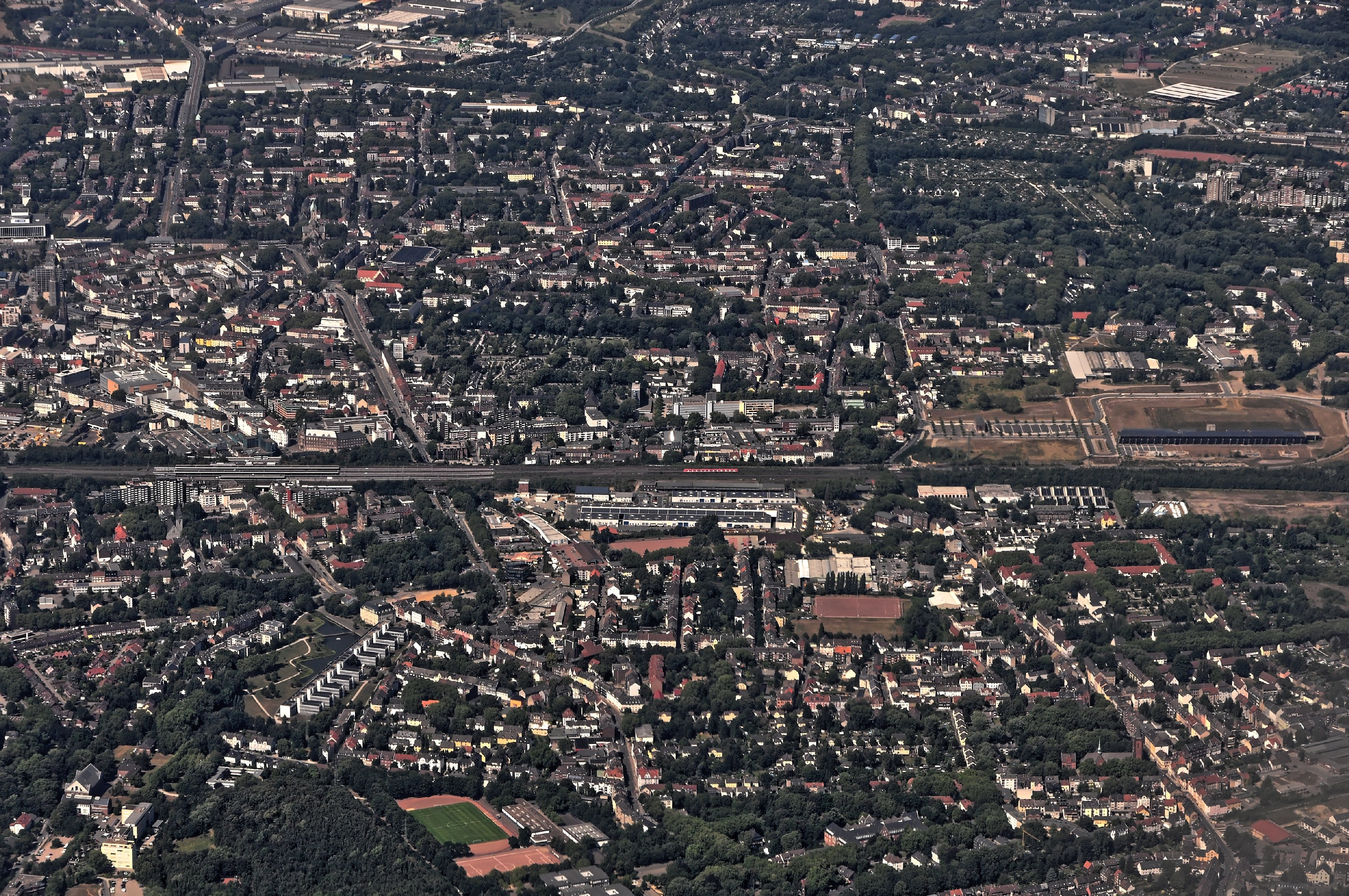
Aus der Luft

## Bedienung

### Fernverkehr

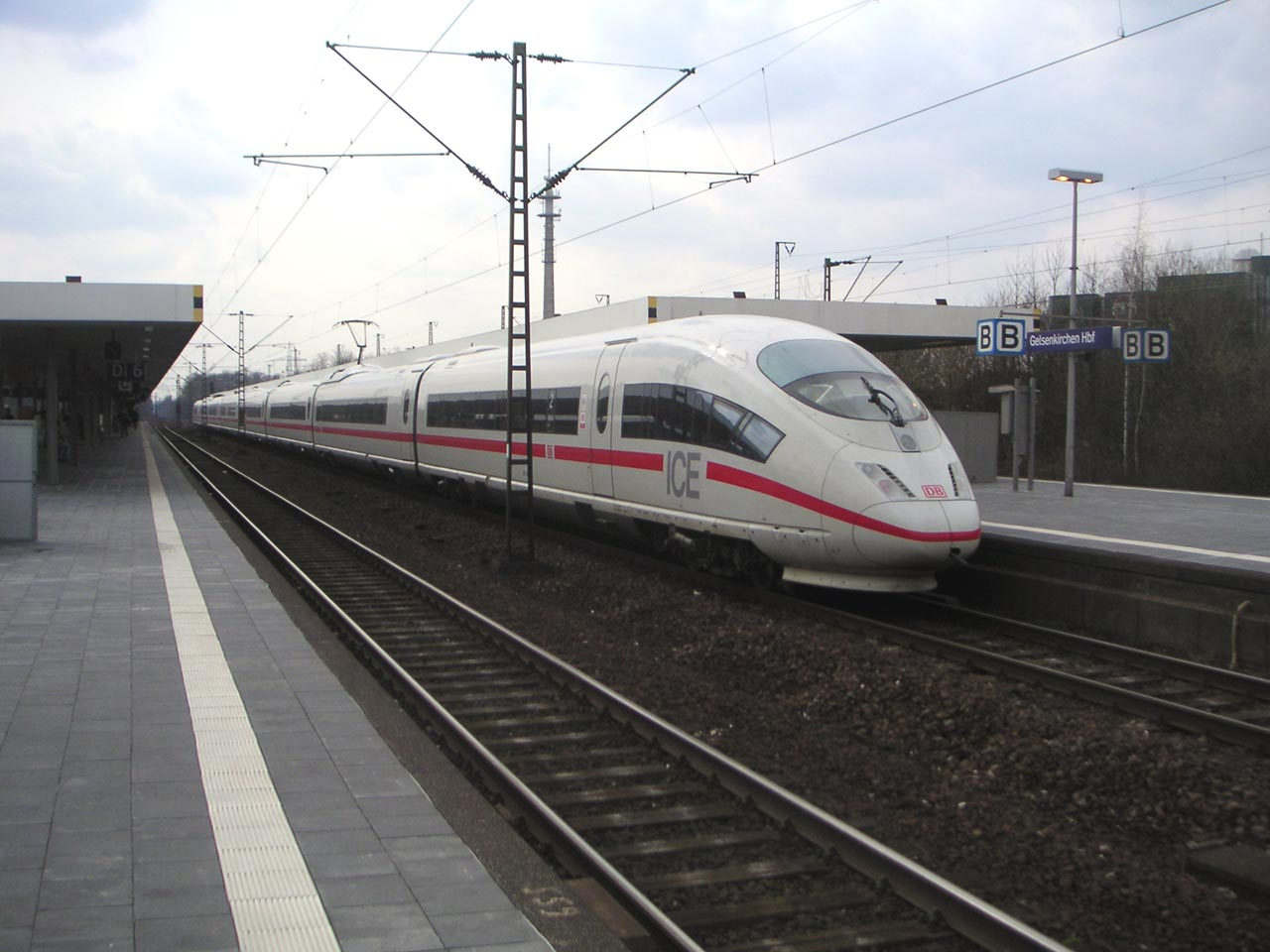
ICE3 am Hauptbahnhof

Gelsenkirchen Hauptbahnhof ist Systemhalt des Schienenpersonenfernverkehrs von verschiedenen Intercity-Linien der Deutschen Bahn.
Neben einzelnen Zügen der Linie 30 und (im Zweistundentakt) der Linie 35 hält seit Dezember 2016 eine Verbindung der Intercity-Linie 32 in Gelsenkirchen.
Bis August 2017 machte der Hamburg-Köln-Express (HKX) in Gelsenkirchen Station; seit dem 23. März 2018 verkehren ein bis zwei Zugpaare der Linie FLX 20 von Flixtrain als Nachfolgeangebot des HKX.
Seit Juni 2018 gehört Gelsenkirchen erneut zu den ICE-Bahnhöfen, wenn auch nur mit einer Verbindung am Tagesrand. Im Dezember 2018 kam ein ICE-Zug der Linie 47 Münster – Stuttgart hinzu. Der Fahrplanwechsel 2019/2020 brachte den täglichen Halt eines ICE der Linie 30 Hamburg–Köln am späten Abend. Seit Juni 2021 wird das ICE-Zugpaar Urlaubs-Express Mecklenburg-Vorpommern über Berlin nach Binz angeboten: ICE 757 Köln–Ostseebad Binz und ICE 758 Ostseebad Binz–Köln
| Linie  | Linienverlauf | Takt                    |
| ------ | --- | ----------------------- |
| ICE 30 | Hamburg-Altona – Hamburg Dammtor – Hamburg Hbf – Hamburg-Harburg – Bremen – Diepholz – Osnabrück – Münster – Gelsenkirchen – Essen – Duisburg – Düsseldorf – Köln                                                        | ein Zug                 |
| ICE 47 | Münster – Recklinghausen – Wanne-Eickel – Gelsenkirchen – Essen –Duisburg – Düsseldorf – Köln Messe/Deutz – Frankfurt Flughafen – Mannheim – Stuttgart                                                                   | ein Zug                 |
| IC 32  | Köln – Düsseldorf – Duisburg – Essen – Gelsenkirchen – Recklinghausen – Münster – Osnabrück – Hannover – Wolfsburg – Berlin – Berlin Ost                                                                                 | ein Zugpaar (So, Mo–Fr) |
| EC 32  | Münster – Gelsenkirchen – Essen – Düsseldorf – Köln – Mainz – Mannheim – Stuttgart – Augsburg – München – Prien – Freilassing – Salzburg – Klagenfurt                                                                    | ein Zug                 |
| IC 35  | Norddeich Mole/Emden Außenhafen – Leer (Ostfriesland) – Lingen (Ems) – Rheine – Münster – Gelsenkirchen – Oberhausen – Duisburg – Düsseldorf – Köln – Bonn – Koblenz (einzelne Züge weiter nach Stuttgart oder Konstanz) | Zweistundentakt         |
| FLX 20 | Hamburg Hbf – Hamburg-Harburg – Bremen – Osnabrück – Münster – Gelsenkirchen – Essen – Duisburg – Düsseldorf – Köln | 1–2 Zugpaare            |

### Nahverkehr

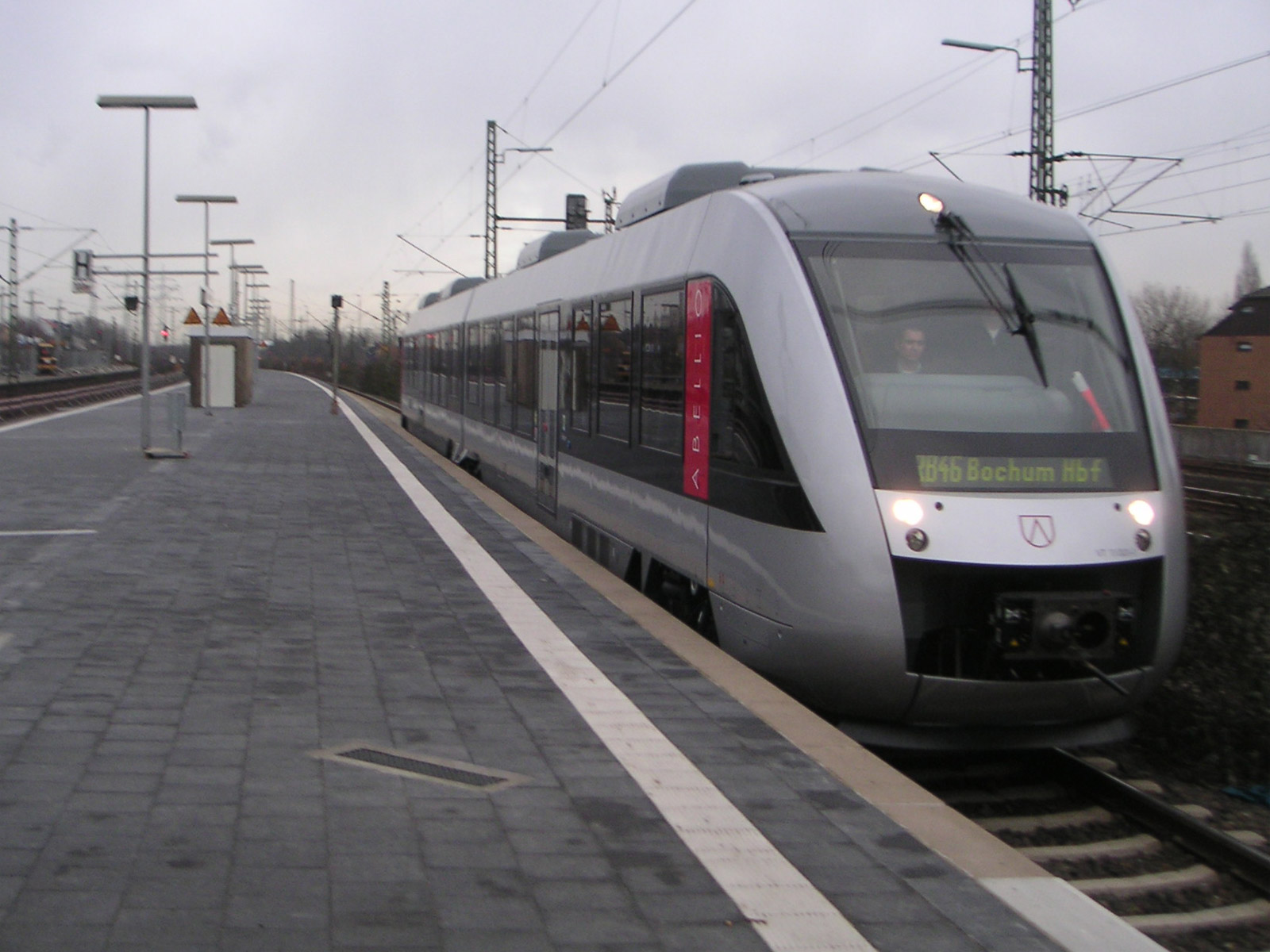
RB 46 Glückauf-Bahn in Gelsenkirchen Hbf

Die folgenden Linien des Schienenpersonennahverkehrs halten am Hauptbahnhof Gelsenkirchen:
| Linie | Verlauf | Takt                                              | Betreiber |
| ----- | --- | ------------------------------------------------- | --------- |
| RE 2  | Rhein-Haard-Express: Osnabrück Hbf – Hasbergen – Natrup-Hagen (zweistdl.) – Lengerich (Westf) – Kattenvenne (zweistdl.) – Ostbevern – Westbevern – Münster (Westf) Hbf – (Münster-Albachten – Senden-Bösensell – Nottuln-Appelhülsen – Buldern –)* Dülmen – (Sythen –)* Haltern am See – (Marl-Sinsen –)* Recklinghausen Hbf – (Recklinghausen Süd –)* Wanne-Eickel Hbf – Gelsenkirchen Hbf – Essen Hbf – Mülheim (Ruhr) Hbf – Duisburg Hbf – Düsseldorf Flughafen – Düsseldorf Hbf * Halt nur einzelner Züge im Nachtverkehr Stand: Fahrplanwechsel Dezember 2023 | 60 min                                            | DB Regio  |
| RE 3  | Rhein-Emscher-Express: Düsseldorf Hbf – Düsseldorf Flughafen – Duisburg Hbf – Oberhausen Hbf – Essen-Altenessen – Gelsenkirchen Hbf – Wanne-Eickel Hbf – Herne – Castrop-Rauxel Hbf – Dortmund-Mengede – Dortmund Hbf – Dortmund-Scharnhorst – Dortmund-Kurl – Kamen-Methler – Kamen – Bönen-Nordbögge – Hamm (Westf) Hbf Stand: Fahrplanwechsel Dezember 2023 | 60 min                                            | eurobahn  |
| RE 42 | Niers-Haard-Express: Münster (Westf) Hbf – Münster-Albachten (stündlich) – Senden-Bösensell – Nottuln-Appelhülsen – Buldern – Dülmen – Sythen – Haltern am See – Marl-Sinsen – Recklinghausen Hbf – Recklinghausen Süd – Wanne-Eickel Hbf – Gelsenkirchen Hbf – Essen Hbf – Mülheim (Ruhr) Hbf – Duisburg Hbf – Rheinhausen – Krefeld-Uerdingen – Krefeld Hbf – Viersen – Mönchengladbach Hbf Stand: Fahrplanwechsel Dezember 2021 | 30 min (Münster–Essen) 60 min (Essen–M’gladbach)  | DB Regio  |
| RB 32 | Rhein-Emscher-Bahn: Duisburg Hbf – Oberhausen Hbf – Essen-Dellwig – Essen-Bergeborbeck – Essen-Altenessen – Essen Zollverein Nord – Gelsenkirchen Hbf – Wanne-Eickel Hbf – Herne – Castrop-Rauxel Hbf – Dortmund-Mengede – Dortmund Hbf Stand: Fahrplanwechsel Dezember 2021 | 60 min                                            | DB Regio  |
| RB 35 | Emscher-Niederrhein-Bahn: Gelsenkirchen Hbf – Essen Zollverein Nord – Essen-Altenessen – Essen-Bergeborbeck – Essen-Dellwig – Oberhausen Hbf – Duisburg Hbf – Duisburg-Hochfeld Süd – Rheinhausen Ost – Rheinhausen – Krefeld-Hohenbudberg Chempark – Krefeld-Uerdingen – Krefeld-Linn – Krefeld-Oppum – Krefeld Hbf – Forsthaus – Anrath – Viersen – Mönchengladbach Hbf Stand: Fahrplanwechsel Dezember 2021 | 60 min                                            | Vias Rail |
| RB 46 | Glückauf-Bahn: Gelsenkirchen Hbf – Wanne-Eickel Hbf – Bochum-Riemke – Bochum-Hamme – Bochum West – Bochum Hbf Stand: Fahrplanwechsel Dezember 2021 | 30 min (wochentags) 60 min (Wochenende/Feiertage) | DB Regio  |
| S 2   | Dortmund Hbf – DO-Dorstfeld – DO-Wischlingen – DO-Huckarde – DO-Westerfilde – DO-Nette/Oestrich – DO-Mengede – Castrop-Rauxel Hbf – Herne – Wanne-Eickel Hbf – Gelsenkirchen Hbf – GE-Rotthausen – E-Kray Nord – Essen Hbf Stand: Fahrplanwechsel Dezember 2023 | 60 min                                            | DB Regio  |

Die Linien RE 2 (stündlich) und RE 42 (halbstündlich) bieten insgesamt drei Fahrten/Stunde auf der Strecke Münster–Essen.

### Bus und Straßenbahn

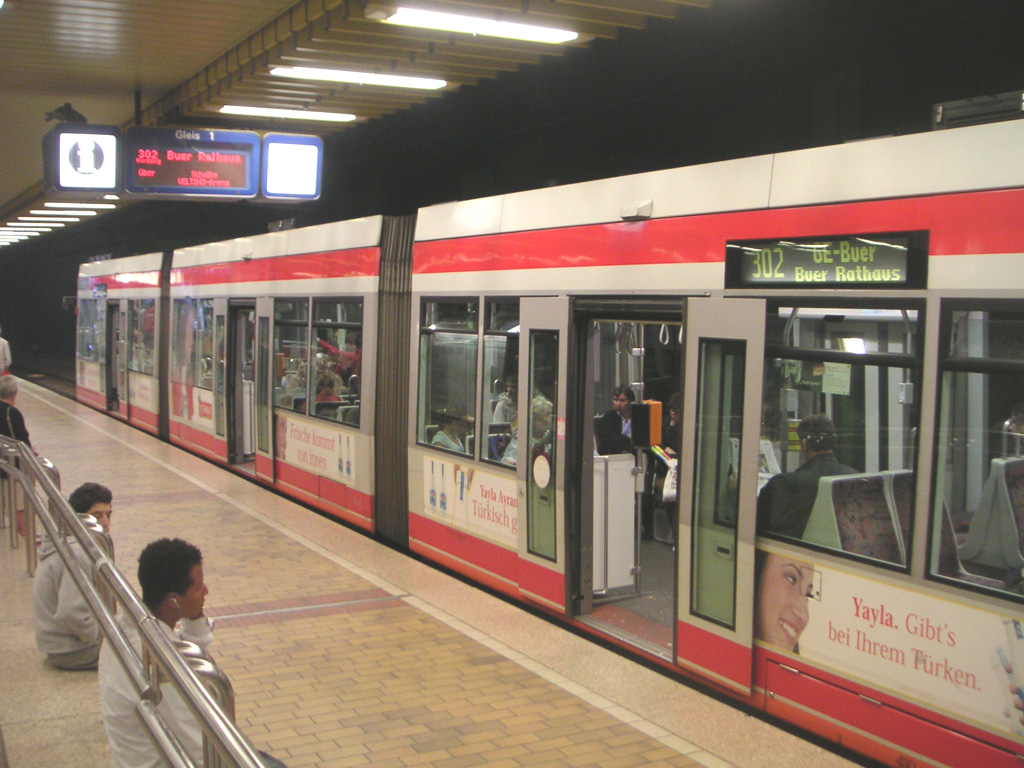
Die Stadtbahnhaltestelle Gelsenkirchen Hauptbahnhof mit der Linie 302

Weiterhin verkehren folgende Straßenbahn- und Buslinien am Hauptbahnhof Gelsenkirchen:
- Straßenbahnlinien 107, 301 und 302 auf der Strecke III vom U-Bahnhof Gelsenkirchen Hauptbahnhof
- Buslinien am Busbahnhof: SB 29, SB 36, 194, 348, 380, 381, 382, 383, 385, 388, 389; Nachtbusse: NE 10, NE 11, NE 12, NE 13, NE 14.

| Linie | Verlauf | Takt (Mo–Fr)                                                  | Betreiber           |
| ----- | --- | ------------------------------------------------------------- | ------------------- |
| 107   | Kulturlinie 107: U Gelsenkirchen Hbf – U Heinrich-König-Platz – Gelsenkirchen Musiktheater – Gelsenkirchen-Feldmark – Essen-Katernberg – Zollverein Nord Bf – Abzw. Katernberg – Zollverein – Stoppenberg – U Viehofer Platz – U Rathaus Essen – U Essen Hbf | 20 min                                                        | Ruhrbahn / Bogestra |
| 301   | Gelsenkirchen-Horst Essener Str. – Schloss Horst – Buerer Str. – Gelsenkirchen-Buer Süd Bf – Beckhausen - Buer Rathaus/Kunstmuseum – Erle – ZOOM Erlebniswelt – U Trinenkamp – U Bergwerk Consolidation – U Bismarckstraße – U Leipziger Straße – U Musiktheater – U Heinrich-König-Platz – U Gelsenkirchen Hbf | 7/8 min                                                       | Bogestra            |
| 302   | Gelsenkirchen-Buer Rathaus – Gelsenkirchen, Veltins-Arena – Gelsenkirchen-Schalke – Musiktheater – U Heinrich-König-Platz – U Gelsenkirchen Hbf – Gelsenkirchen-Ückendorf – Bochum-Wattenscheid, August-Bebel-Platz – Stahlhausen Wattenscheider Str. – U Bochumer Verein/Jahrhunderthalle – U Rathaus (Süd) – U Bochum Hbf – U Lohring – Altenbochum Kirche – Bochum-Laer Mitte – (Mark 51° 7 – Langendreer Markt – Langendreer ) / O-Werk | 7/8 min (Buer–Laer) 15 min (Laer–Langendreer und Laer–O-Werk) | Bogestra            |

| Linie | Verlauf | Takt (Mo–Fr)                                        | Betreiber            |
| ----- | --- | --------------------------------------------------- | -------------------- |
| SB29  | Bottrop ZOB Berliner Platz – Bottrop Hbf – Gelsenkirchen Musiktheater – Gelsenkirchen Hbf | 60 min                                              | DB Rheinlandbus      |
| SB36  | Gelsenkirchen Hbf – Musiktheater – Schloß Horst – Gelsenkirchen-Horst, Buerer Str. – Gladbeck-Rosenhügel Hunsrückstr. – Brauck – Butendorf – Gladbeck Oberhof – Gladbeck Goetheplatz – Gladbeck West Bf – Rentfort – Bottrop-Kirchhellen (abends sowie sonn- und feiertags nur zwischen Schloß Horst und Bottrop-Kirchhellen) | 20 min                                              | Bogestra / Vestische |
| 194   | Gelsenkirchen Hbf – Gelsenkirchen-Rotthausen – Zeche Bonifacius – Kray Nord Bf – Kray Mitte – Kray Süd Bf – Steele – Essen-Rellinghausen – Stadtwaldplatz – Bredeney – Essen-Haarzopf Erbach | 20 min                                              | Ruhrbahn / Bogestra  |
| 348   | Essen Abzweig Katernberg – Essen-Beisen – Gelsenkirchen-Rotthausen Auf der Reihe – Gelsenkirchen Hbf – Leipziger Str. – Bulmke-Hüllen – Konradstraße | 20 min                                              | Bogestra / Ruhrbahn  |
| 380   | Gelsenkirchen-Buer Rathaus – Gelsenkirchen-Schalke – Schalker Meile – Musiktheater – Gelsenkirchen Hbf | 20 min                                              | Bogestra             |
| 381   | Gelsenkirchen-Rotthausen Landschede – Rotthausen – Gelsenkirchen-Neustadt – Gelsenkirchen Hbf – Schalke Ernst-Kuzorra-Platz – Erle Marktstr. – (Resser Mark – Resse Kirschblütenweg) / (Middelich - Gelsenkirchen-Buer Rathaus (nur abends sowie sonn-/feiertags))                                                            | 20 min                                              | Bogestra             |
| 382   | Trinenkamp – GE-Zoo Bf – Gelsenkirchen-Bismarck – Bulmke-Hüllen – Grillo-Gymnasium – Gelsenkirchen Hbf – Gelsenkirchen Stadtgarten – Justizvollzugsanstalt Gelsenkirchen – Gelsenkirchen-Feldmark, Katernberger Straße | 10 min (Trinenkamp–GE Hbf) 30 min (GE Hbf–Feldmark) | Bogestra             |
| 383   | Gelsenkirchen-Horst, Buerer Str. – Horst, Nordsternpark – Heßler – Musiktheater – Gelsenkirchen Hbf – Ückendorf – Bochum-Günnigfeld / GE-Bulmke-Hüllen, Neuhüller Str. | 10/20 min                                           | Bogestra             |
| 385   | Gelsenkirchen Hbf – Gelsenkirchen-Neustadt – Ückendorf – Herne-Röhlinghausen Markt – Eickel Kirche – Bochum-Hofstede, Hannibal Einkaufszentrum – Riemke Markt – (Rensingstraße – Bochum-Riemke, Zillertal) / Keplerweg | 30 min                                              | Bogestra             |
| 388   | Gelsenkirchen Hbf – Feldmark – Rotthausen – Haus Leithe – Ückendorf, Marienhospital | 30 min                                              | Bogestra             |
| 389   | Gelsenkirchen Hbf – Gelsenkirchen-Neustadt – Marienhospital Gelsenkirchen – Bochum-Wattenscheid-Leithe – Wattenscheid August-Bebel-Platz – Wattenscheid Bf – Höntrop Kirche – WAT-Höntrop – Höntrop Gerdes Feld – Bochum-Eiberg Zilleweg                                                                                      | 15/30 min                                           | Bogestra             |
| NE10  | Bochum Hbf – BO-Wattenscheid – Gelsenkirchen Hbf – Schalke – Gelsenkirchen-Buer Rathaus | 60 min                                              | Bogestra             |
| NE11  | Gelsenkirchen Hbf – Schalke – Berger Feld – Erle – Gelsenkirchen-Buer Rathaus | 60 min                                              | Bogestra             |
| NE12  | Gelsenkirchen-Buer Rathaus – Resse – Erle – Bismarck – Haverkamp – Bulmke-Hüllen – Gelsenkirchen Hbf – Ückendorf | 60 min                                              | Bogestra             |
| NE13  | Gelsenkirchen Hbf – Ückendorf – BO-Wattenscheid, August-Bebel-Platz – Bochum-Leithe – Essen-Leithe – Essen-Kray – GE-Rotthausen – Gelsenkirchen Hbf | 60 min                                              | Bogestra             |
| NE14  | Gelsenkirchen-Buer Rathaus – (Schaffrath →) Beckhausen – Gelsenkirchen-Buer Süd Bf – Buerer Str. – Schloss Horst – Heßler – Gelsenkirchen-Feldmark – Gelsenkirchen Hbf – Gelsenkirchen-Neustadt – Rotthausen – Rotthausen Landschede                                                                                          | 60 min                                              | Bogestra             |

## Verwaltung und Management
Der Hauptbahnhof Gelsenkirchen sowie etwa ein Dutzend weiterer Bahnhöfe in der Region, darunter in Herne, Gladbeck und Castrop-Rauxel, ist dem Bahnhofsmanagement Essen unterstellt.